# 前往夢中
《前往夢中》（日语：夢の中へ）是日本男性民俗音樂歌手井上陽水在1973年由寶麗多唱片發行，及井上他的個人第3張單曲。

## 井上陽水原唱版

### 解說
此作由井上陽水原唱的版本於首次發行日在Oricon公信榜初次亮相之後，曾經創下進入前20名的最高排名記錄，同時還創下20萬張的最高銷售紀錄，成為井上他的代表歌曲之一。
還有，此歌曲還被東寶配給電影《放課後》選為主題歌使用。除此之外，已經有許多次在用電視節目上或者當廣告歌曲使用，以及被許多其他歌手翻唱。
此單曲的2首收錄歌曲自從發行以來從來沒有在專輯裡收錄（但是有在1988年發行套裝組《YOSUI 4 ORIGINAL ALBUMS》中作為專輯《冰之世界》的第1曲目收錄）。

1989年5月25日發行8cmCD單行版本（規格編號：H00P-40025）。

### 井上陽水原唱版收錄歌曲
所有歌曲由井上陽水作詞、作曲，星勝編曲。
1. 前往夢中（夢の中へ）
2. 少女是在什麼時候（いつのまにか少女は）
後來在2004年10月20日被流行樂團Every Little Thing的成員主唱持田香織翻唱。此翻唱版2次分別用在KDDI／沖繩行動電話（日语：沖縄セルラー電話）「au CDMA 1X WIN（日语：CDMA 1X WIN） (「EZ頻道是什麼」篇)」的廣告歌曲，和Kirin Beverage（日语：キリンビバレッジ）「溫Kirin 生茶 (HOT用) (「菜菜子小姐的冬天」篇)」的廣告歌曲上。
在此之前，演員白龍（日语：白竜 (俳優)）於2000年8月2日曾翻唱其歌曲。

## 齊藤由貴翻唱版

### 解說
此作的翻唱版本同時是女歌手齊藤由貴的第13張單曲，由崎谷健次郎負責企劃製作，1989年4月21日由Pony Canyon發行。與井上陽水原唱版本不一樣的是，這個版本還特地融入了浩室音樂風為其單曲特色，並打破了以往日本創作歌手的歌曲作風，成為當年流行歌手唱翻唱歌曲的先驅。至於這首歌曲的和聲是由女性二重唱團體BaBe參加。
還有，齊藤於錄製歌曲期間，將出道以來留的長髮剪短，並以此髮型再加上視覺系特效作為CD單曲封面。另外此歌曲在同一時間被用油她主演的日本電視台「週六大劇場時段連續劇《湘南物語》主題歌使用。並在演該電視劇的時候特地編舞。
除了作為電視連續劇主題曲之外，還被當作NEC產品個人電腦的廣告歌曲使用。
販售形式有CD單曲、黑膠唱片及卡式錄音帶總共3種媒介。此單曲在首次發行日初次亮相之後曾經創下40萬張的銷售記錄，成為齊藤自身目前在歌壇史上銷售紀錄最高的單曲。
後來，2007年11月28日發行的重新混音樂曲版單曲「悲傷你好 (21st century ver.)」的B面歌曲則收錄了「前往夢中 (21st century ver.)」這首歌曲。

### 齊藤由貴翻唱版收錄歌曲
所有歌曲由崎谷健次郎編曲。另外卡拉OK版包含在卡式錄音帶版本中。
1. 前往夢中（夢の中へ）
  - 作詞、作曲：井上陽水，編曲：崎谷健次郎（日语：崎谷健次郎）
  - 日本電視台週六大劇場時段連續劇《湘南物語（日语：湘南物語）》主題歌
2. 你的存在（あなたの存在）
  - 作詞：齊藤由貴，作曲、編曲：崎谷健次郎

### 其它
在電影《哥吉拉vs碧奧蘭蒂》中，齊藤在劇中飾演在大阪城Hall舉辦演唱會的同名歌手，就在唱這首歌曲時哥吉拉突然上岸而活動中止，然後她叫台下所有的觀眾去避難。不只如此，此歌曲還被演員峰岸徹在同名電影飾演權藤吾郎時當成在吟誦歌唱。
另外在2007年，該歌曲被朝日電視台電視劇特輯《生之欲》選為劇中插入歌曲使用。

## 動畫《男女蹺蹺板》翻唱版

### 解說
此作曾被1998年10月至1999年3月在東京電視台播出的電視動畫《男女蹺蹺板》選為片尾主題曲使用，主唱者由此動畫主角宮澤雪野的聲優榎本溫子和有馬總一郎的聲優鈴木千尋擔任。
1998年11月27日由STARCHILD（King Records旗下公司）發行。後來在2004年12月15日與同名動畫片頭曲「天使的誓言」一起收錄在12cm單曲再次發行。
另外，此單曲的B面歌曲則收錄了（後來也在再發售盤中收錄）粉紅淑女歌曲「S·O·S」的翻唱版本，由同樣在動畫《男女蹺蹺板》參演的聲優渡邊由紀與山本麻里安主唱。

### 動畫《男女蹺蹺板》翻唱版收錄歌曲
- 1998年版（KIDA-173）

1. 前往夢中（夢の中へ）
  - 作詞、作曲：井上陽水，編曲：光宗信吉，主唱：榎本溫子、鈴木千尋
  - 東京電視台電視動畫《男女蹺蹺板》片尾主題曲
2. S·O·S（日语：S・O・S）
  - 作詞：阿久悠，作曲：都倉俊一，編曲：光宗信吉，主唱：渡邊由紀、山本麻里安
  - 東京電視台電視動畫《男女蹺蹺板》ACT6.0劇中插入歌
3. 前往夢中 (卡拉OK)
4. S·O·S (卡拉OK)

- 2004年再發售版（天使的誓言／前往夢中）（KICM-3087）

EAN 4988003305444/
1. 天使的誓言（天使のゆびきり）
  - 作詞：藤井郁彌（日语：藤井フミヤ），作曲、編曲：有賀啓雄（日语：有賀啓雄），主唱：福田舞（日语：福田舞 (1980年生の歌手)）
  - 東京電視台電視動畫《男女蹺蹺板》片頭主題曲
2. 前往夢中（夢の中へ）
  - 作詞、作曲：井上陽水，編曲：光宗信吉，主唱：榎本溫子、鈴木千尋
3. FUN^2
  - 作詞：藤井郁彌，作曲、編曲：有賀啓雄，主唱：福田舞
4. S·O·S
  - 作詞：阿久悠，作曲：都倉俊一，編曲：光宗信吉，主唱：渡邊由紀、山本麻里安

## 修復版

### 解說
是井上陽水加入環球音樂之後第一次發行的單曲。收錄的所有歌曲都是現有歌曲，但這是大約7年半以來作為單曲發行的第一張專輯。
《前往夢中》由 Sterling Sound工程師泰德·詹森重新錄製，並用作日本電視台電視劇《視覺偵探 日暮旅人》片頭曲。B面歌曲則收錄了NHK綜藝節目《閑走塔摩利》的片頭曲「女神」和片尾曲。此外，還發行了包含現場音源的初回版本。

### 修復版收錄歌曲

#### 初回盤（UPCH-7245）
1. 前往夢中（夢の中へ）
  - 作詞、作曲：井上陽水，編曲：星勝（日语：星勝）
2. 女神
  - 作詞、作曲：井上陽水，編曲：相川等
3. - 作詞、作曲：井上陽水，編曲：相川等
4. 選美大會（日语：ミスコンテスト (井上陽水の曲)）（來自行為藝術 井上陽水 音樂會2016秋 「UNITED COVER 2」）(Bonus track（日语：ボーナス・トラック）)
  - 作詞、作曲：井上陽水
5. Make-up Shadow（日语：Make-up Shadow）（來自行為藝術 井上陽水 音樂會2016秋 「UNITED COVER 2」）(Bonus Track)
  - 作詞、作曲：井上陽水
6. （來自行為藝術 井上陽水 音樂會2016秋 「UNITED COVER 2」）(Bonus Track)
  - 作詞、作曲：井上陽水
7. 冰的世界（日语：氷の世界 (曲)）（來自行為藝術 井上陽水 音樂會2016秋 「UNITED COVER 2」）(Bonus Track)
  - 作詞、作曲：井上陽水
8. （來自行為藝術 井上陽水 音樂會2016秋 「UNITED COVER 2」）(Bonus Track)
  - 作詞：井上陽水，作曲：星勝
9. 夏末終結者的合唱（日语：夏の終りのハーモニー/俺はシャウト!）（來自行為藝術 井上陽水 音樂會2016秋 「UNITED COVER 2」）(Bonus Track)
  - 作詞：井上陽水，作曲：玉置浩二

#### 通常盤（UPCH-5902）
1. 前往夢中（夢の中へ）
2. 女神

## 其它翻唱版本
只記載首次收錄的單曲和專輯。
- 小柳留美子－1974年於專輯《新朋友》收錄（LP盤，但未CD化和收錄於CD）。
- Angelique（日语：Angelique）－2001年於專輯《明明很喜歡你…/前往夢中》中收錄（編曲：長岡成貢）。
- 井上喜久子－2001年於《Anime Toonz Vol.1 Presents: Kikuko Inoue》（海外版）中收錄（混音：DJ BETA）。
- Miss Monday（日语：Miss Monday）－2002年以「前往夢中（Ver.2.0）」為歌名，收錄在專輯《Free Ya》中，並追加饒舌歌詞。
- 上原多香子－2003年於專輯《pupa（日语：pupa (アルバム)）》中收錄（編曲：家原正樹）（CCCD）。
- 伊藤秀志（日语：伊藤秀志）－2003年以「前往夢中 ZuZu Ver.」為歌名，收錄在專輯中。
- TRICERATOPS－2004年於專輯《YOSUI TRIBUTE（日语：YOSUI TRIBUTE）》中收錄（編曲：TRICERATOPS）。
- NUM 42－2006年於專輯《PUNK MASH UP JAPAN！》中收錄。
- 桃井晴子－2007年於專輯《COVER BEST Cover電車》中收錄（編曲、混音：manzo）。
- YMCK－2008年於專輯《YMCK SONGBOOK ～songs before 8bit～》中收錄（編曲、混音：除村武史）。
- 雙海真美（下田麻美）－2010年於專輯《THE IDOLM@STER MASTER ARTIST 2 -FIRST SEASON- 08 雙海真美（日语：THE IDOLM@STER MASTER ARTIST 2#08 双海真美）》中收錄（從齊藤由貴翻唱版重新編曲）（編曲：三浦誠司）。
- －2011年於專輯《稍微深呼吸（日语：フックブックロー）》中收錄。
- 珍妮特·凱（英语：Janet Kay）－2012年於《Idol KAY》中收錄。
- 依布SARASA（日语：依布サラサ）－2016年9月10日於同名單曲《前往夢中》中收錄。同時用在豬排專賣店的廣告歌曲上（只有在福岡、長崎、熊本販售）[2]。
- suis（Yorushika）－2019年7月於「PlayStation®4 Lineup Music Video」聯名合作第一彈中演唱（https://www.youtube.com/watch?v=KT61U1U8334 （页面存档备份，存于））（未CD化）
- 我念歌詞呆呆的（現：田中）－2019年11月於「PlayStation®4 Lineup Music Video」聯名合作第二彈中演唱（https://www.youtube.com/watch?v=5N-omyRMY00 （页面存档备份，存于））（未CD化）
- 桑田佳祐－2019年於LIVE影像《平成三十年度！第三屆一人紅白歌合戰（日语：平成三十年度! 第三回ひとり紅白歌合戦）》中收錄。
- 槙原敬之－2019年致敬專輯《向井上陽水致敬》中收錄（編曲：槙原敬之）。

## 資料來源
1. ↑  別冊寶島2611《80年代偶像collection》，第39頁。
2. ↑  . 音樂Natalie. 2016-09-09  [2016-09-09]. （原始内容存档于2020-08-13） （日语）.

## 相關項目
- 西鐵特急（日语：西鉄特急）－1990年代中期曾被用在列車即將進入新榮町車站、大牟田車站的車內音樂廣播上。
- Comic Market－曾在2012年冬季作為C83會場定時廣播設施檢查的廣播樂曲使用（從下一場C84場次開始改為專用鈴聲）。
- 人生幸朗、生惠幸子（日语：人生幸朗・生恵幸子）－此歌曲的歌詞曾被用在漫才捏他元素中。

## 外部連結
- https://www.utamap.com/showkasi.php?surl=35679 （页面存档备份，存于） （日語）－